# Медвеж'єгорськ
Медвеж'єгорськ (карельськ. Karhumäki, рос. Медвежьегорск) — місто в Республіці Карелія Російської Федерації, адміністративний центр Медвеж'єгорського району.

## Назва
До 1938 року населений пункт мав назву Медвежа Гора (рос. Медве́жья Гора). Таку назву зараз має залізнична станція.

## Розташування
Місто лежить на березі Онезького озера (південно-західна кінцівка Великої губи Повенецької затоки Онезького озера), у гирлі річок Кумси та Вічки, за 152 км на північ від Петрозаводська в центральній частині Республіки Карелія.

## Історична спадщина
У Медвеж'єгорську знаходиться адміністративна будівля управління «Біломорканалу» й колишнього готелю (у ній тепер Медвеж'єгорський міський краєзнавчий музей). Перед будівлею є пам'ятник С. М. Кірову. Також у центрі є пам'ятник у вигляді танка на честь 313-ї стрілецької дивізії, що діяла у роки німецько-радянської війни.

## Міста-побратими
- Соткамо, Фінляндія

## Видатні уродженці
- Артем'єв Тимофій Никифорович — Герой Радянського Союзу;
- Дорофеєв Олександр Петрович — Герой Радянського Союзу.

## Галерея

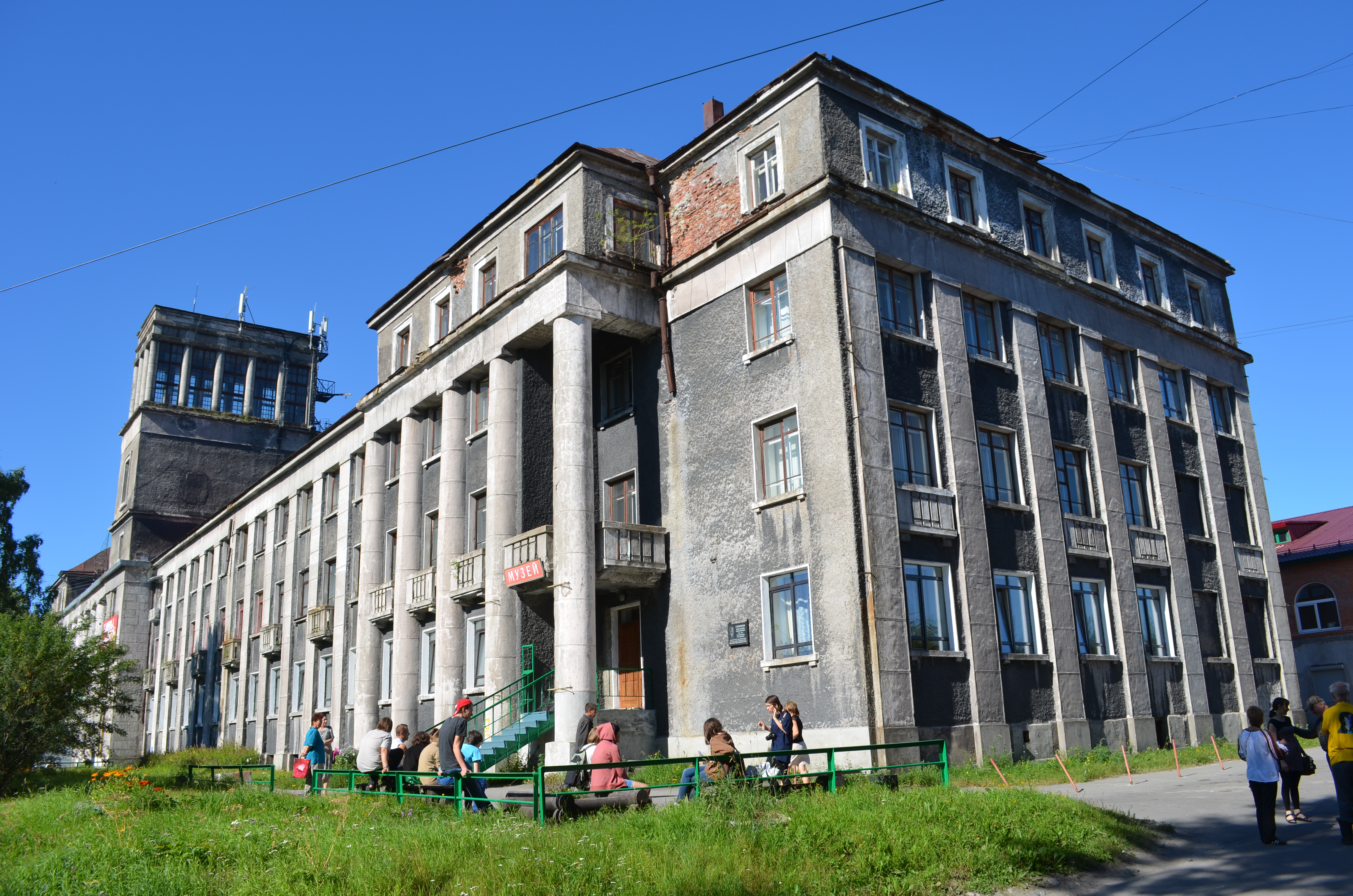
Будівля управління Біломорканалом
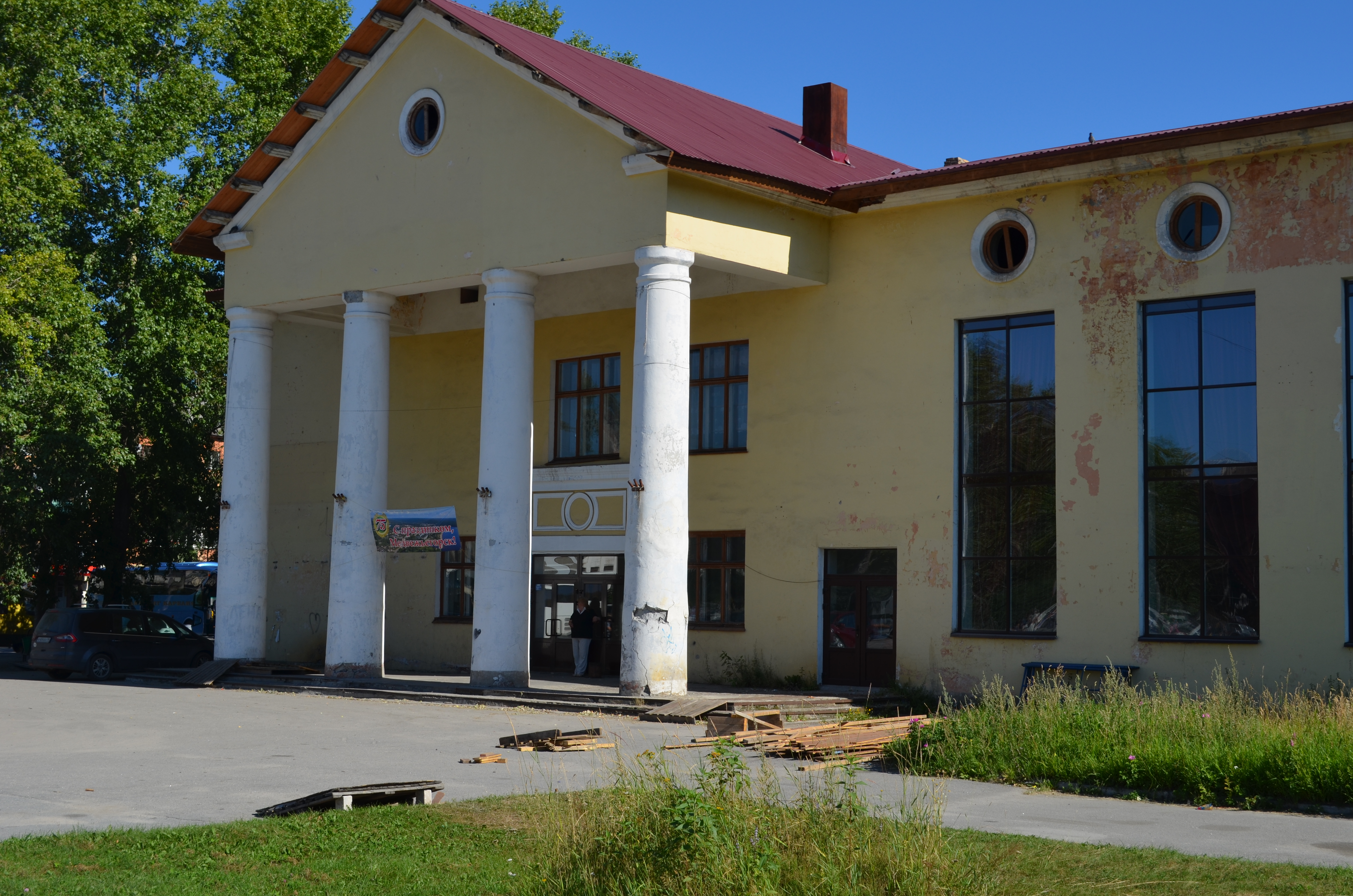
У центрі міста
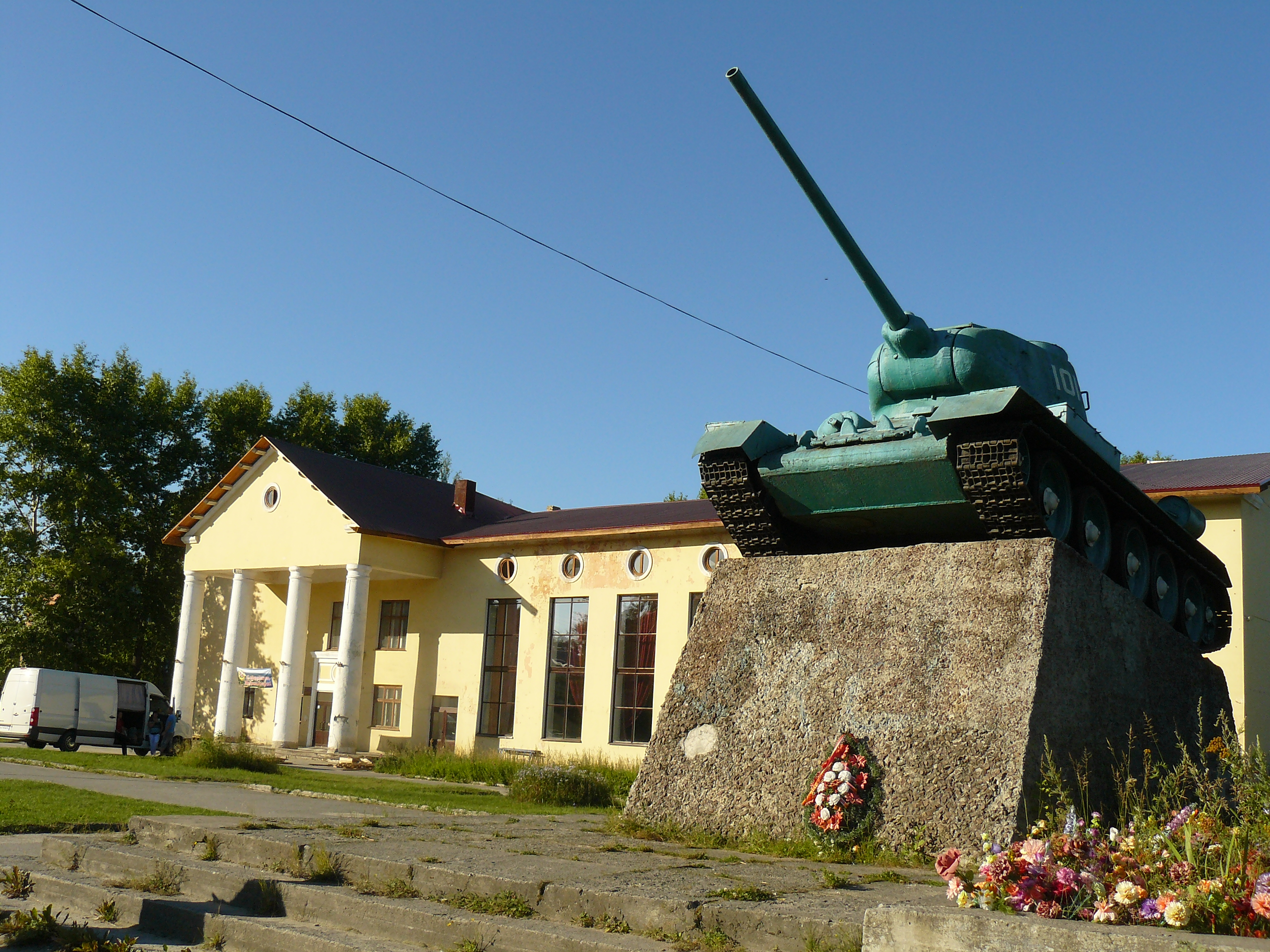
Пам'ятник на честь подвигу 313-ї стрілецької дивізії
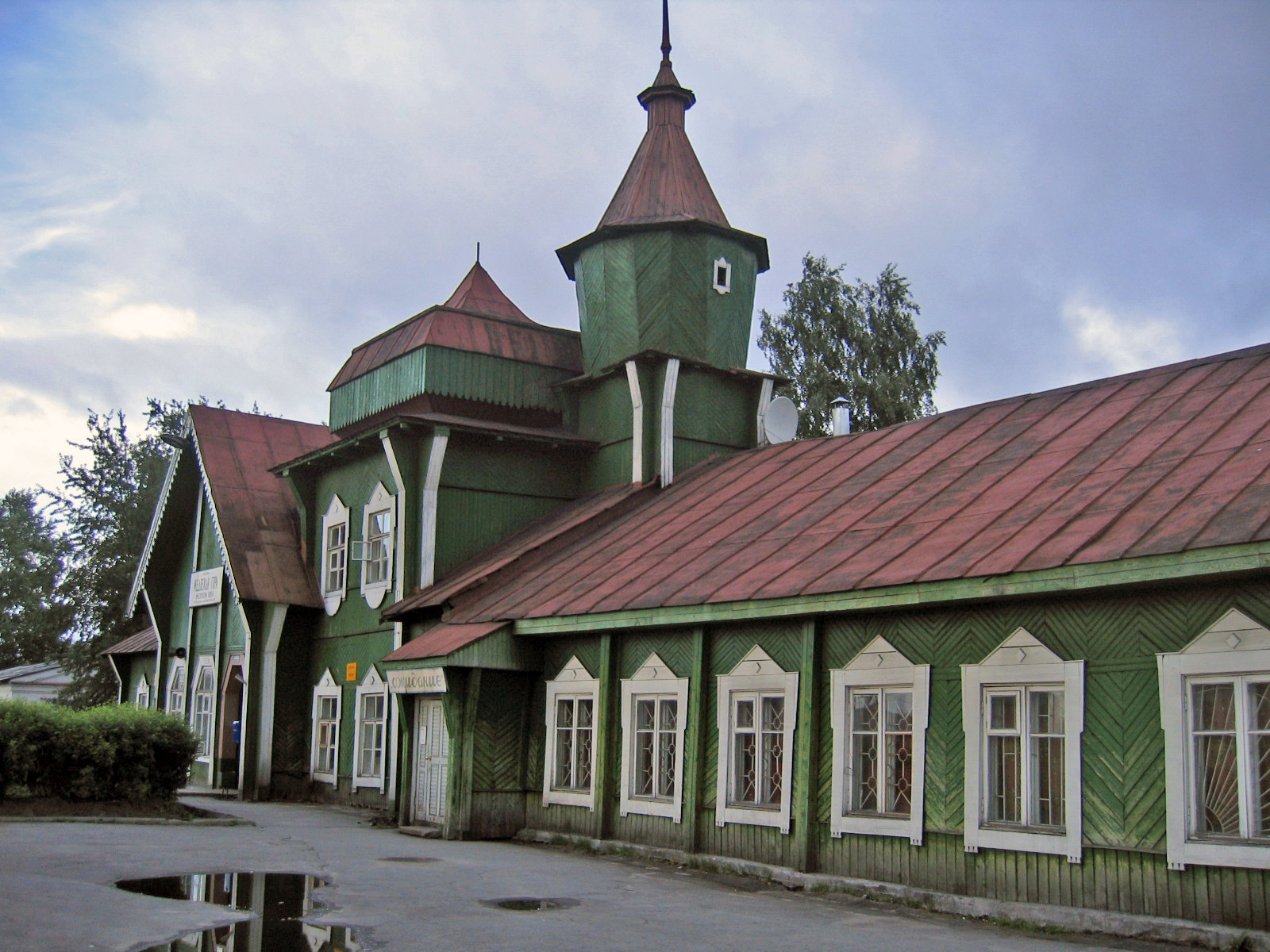
Залізнична станція Медвежа Гора
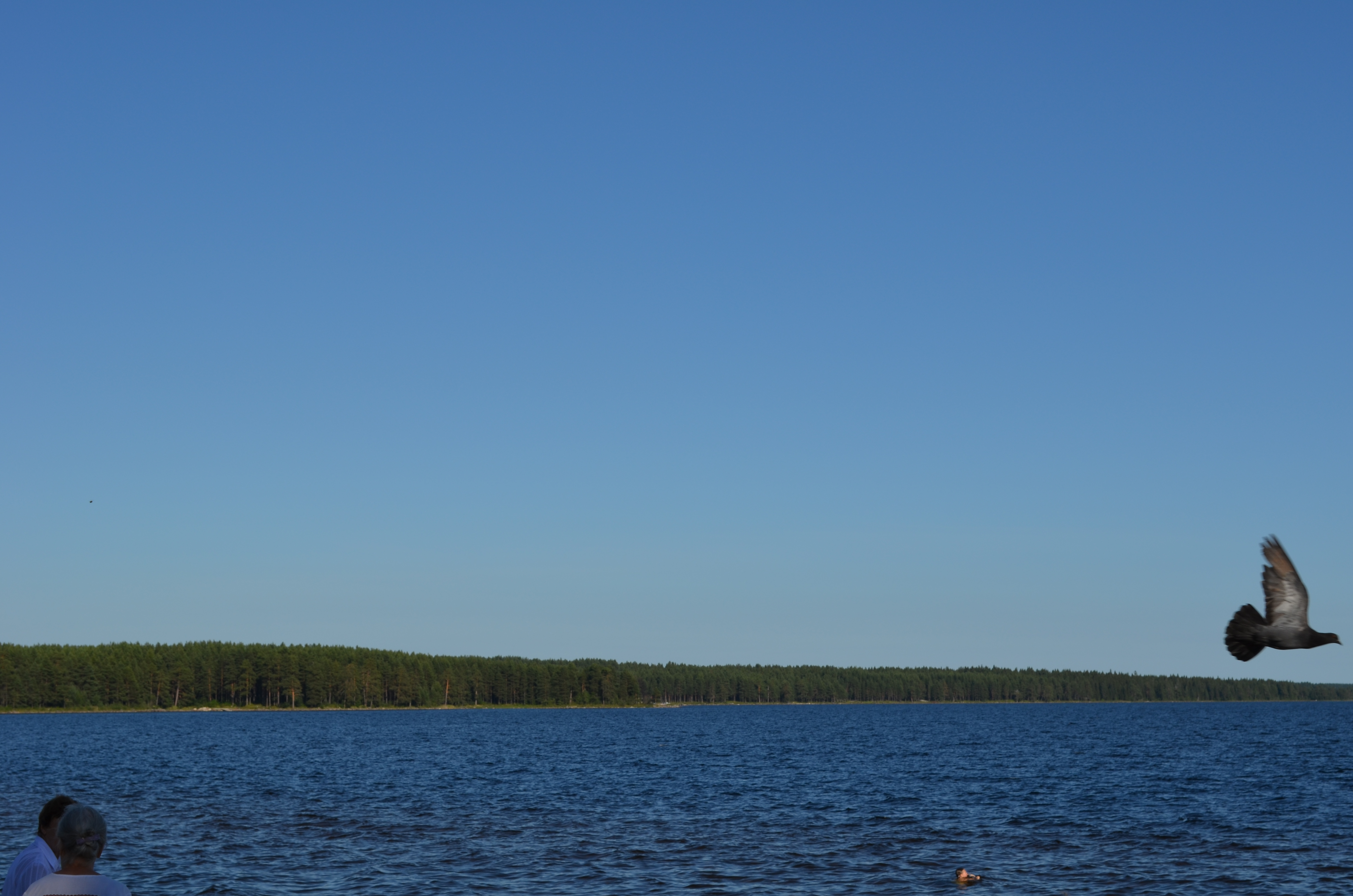
Онезьке озеро в Медвеж'єгорську